# Захаров, Константин Иванович
Константин Иванович Захаров (1832—1891) — русский медик, доктор медицины, статский советник.

## Биография
Константин Захаров родился в 1832 году; происходил из дворянского рода. Получил начальное образование в Рязанской мужской гимназии, а затем продолжил обучение на медицинском факультете Императорского Московского университета, по окончании которого в 1854 году с званием лекаря определился полковым врачом в Московский лейб-гвардии полк.
В 1859 году он состоял ординатором Пятигорского военного госпиталя, в 1863 году — старшим ординатором Георгиевского военного госпиталя, а в 1869 году Константин Иванович Захаров был прикомандирован к Санкт-Петербургской медико-хирургической академии для защиты диссертации на степень доктора медицины, в каковой и был утверждён был в мае 1871 года, представив труд под заглавием «Гистологическое исследование заживления костных ран после резекции, осложненной ранением нерва».
В том же году К. И. Захаров был определен врачом в Московское комендантское управление, в 1877 году перевелся в управление гренадерских и армейских стрелковых батальонов, но в следующем же году перешёл снова в комендантское управление, где пробыл до 1884 года, когда по состоянию здоровья был вынужден выйти в отставку.
Константин Иванович Захаров умер 17 сентября 1891 года в городе Москве.

## Избранная библиография
- «О подкожном вспрыскивании сернокислого хинина» («Протоколы общества кавказских врачей», 1865—66 гг., в. Ш, стр. 66);
- «Замечания о лечении серными водами ревматизма, сифилиса и проч.» («Записки русского бальнеологического пятигорского общества», в. I, стр. 179);
- «Несколько практических замечаний за курс лечения водами» (1865 г. «Записки русского бальнеологического пятигорского общества», III, I, стр. 12);
- «О холерных больных в Пятигорском госпитале» («Записки русского бальнеологического пятигорского общества», стр. 62);
- «Некролог И. И. Савицкого» («Записки русского бальнеологического пятигорского общества», стр. 72);
- «Случай лейкемии» («Протоколы общества кавказских врачей», 1868—69 гг., стр. 88);
- «О состоянии сифилитических больных в Пятигорском военном госпитале за 1868 год» («Протоколы общества кавказских врачей», 1869—70 гг., стр. 109);
- «Гистологическое исследование заживления костных ран после резекции, осложненной ранением нерва» (докторская диссертация, СПб. 1871 г.);
- «О подкожных вспрыскиваниях морфия» («Протоколы общества кавказских врачей», 1878—79 гг., стр. 44);
- «Исследование остроты зрения у учеников 2-й Московской прогимназии» («Протоколы общества кавказских врачей», 1881—82 гг., стр. 155).